# Père Lachaise (metropolitana di Parigi)
Père Lachaise è una stazione della metropolitana di Parigi che serve le linee 2 e 3.
La stazione prende il nome dal cimitero di Père-Lachaise, che a sua volta prende il nome da François d'Aix de La Chaise, confessore di Luigi XIV di Francia.

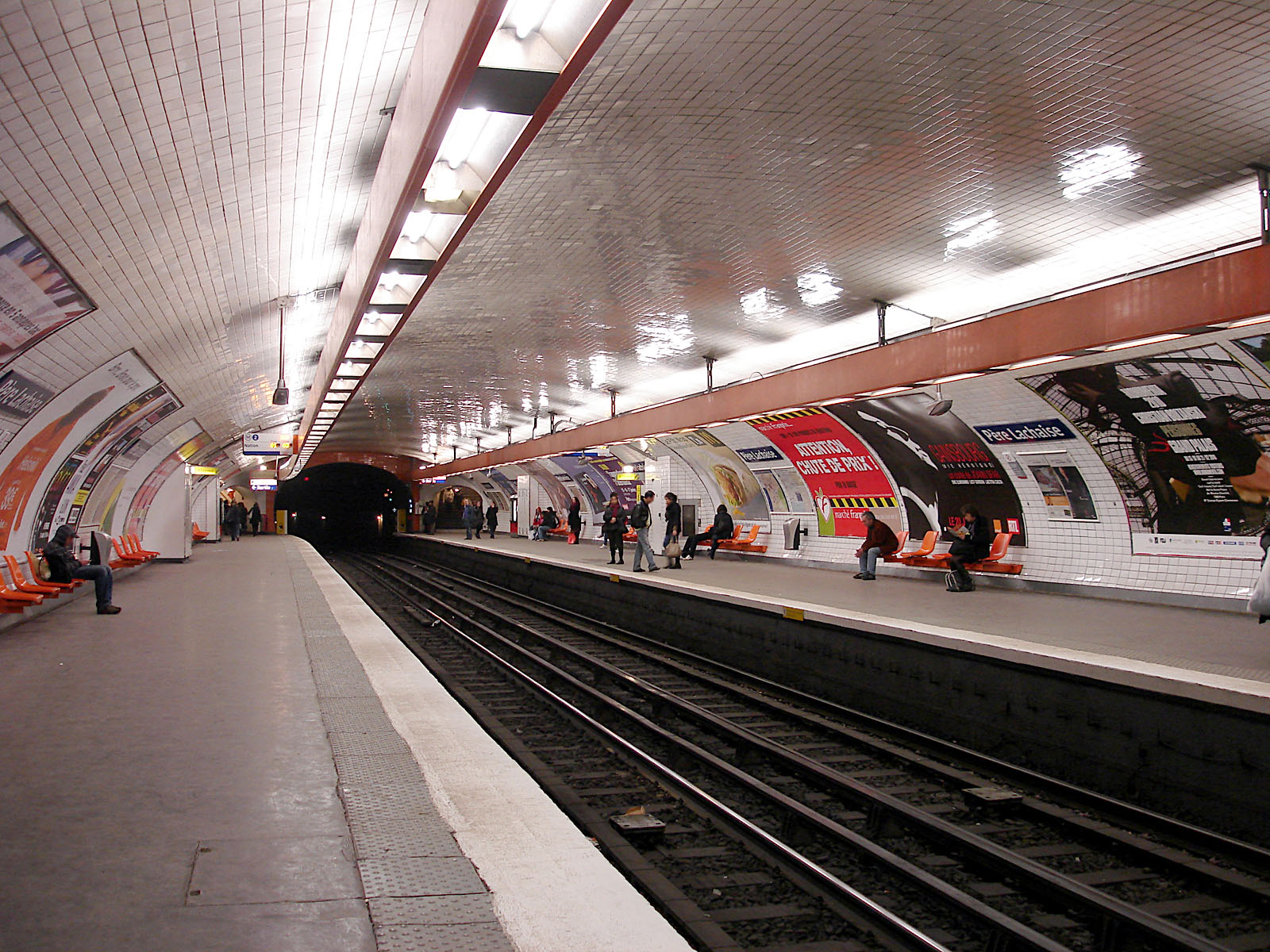
La banchina della linea 2
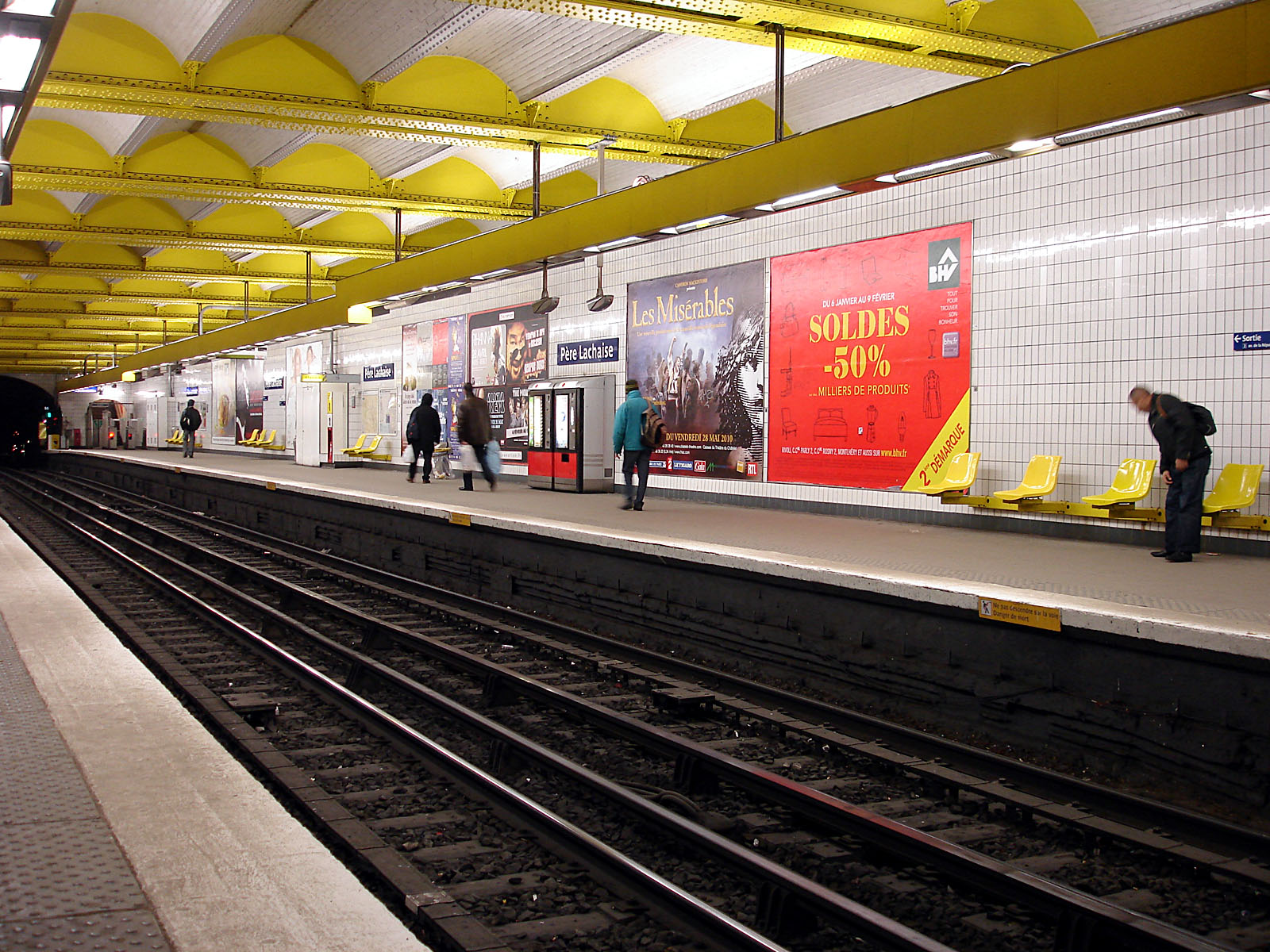
La banchina della linea 3